# Hermann Kantorowicz
Hermann Ulrich Kantorowicz pseudonim  Gnaeus Flavius (ur. 18 listopada 1877 w Poznaniu, zm. 12 lutego 1940 w Cambridge) – niemiecki prawnik i wykładowca uniwersytecki.
Od 1897 studiował prawo, filozofię i ekonomię w Berlinie, Genewie i Monachium. W Berlinie, na seminarium kryminologicznym Franza von Liszta, poznał Gustava Radbrucha, późniejszego prawnika karnego, filozofa prawa i ministra sprawiedliwości Rzeszy, z którym miał się przyjaźnić do końca życia. Po odbyciu aplikacji adwokackiej w Berlinie (1903) i doktoracie w Heidelbergu (1904) przeniósł się do Fryburga, gdzie w 1907 uzyskał habilitację z przedmiotów prawa karnego, historii prawa i filozofii prawa. Wykładał w latach 1908-1929 na Uniwersytecie we Fryburgu, do 1929 do zwolnienia w 1933 na Uniwersytecie w Kilonii. Po dojściu Adolfa Hitlera do władzy w Niemczech dzięki kontaktom naukowym trafił na Uniwersytet Columbia w Nowym Jorku, a w 1934 roku objął katedrę w Cambridge. Rozwinął zasadę wolnego prawa, według którego sędziowie mogli działać w sposób wolny i nieskrępowany wobec przepisów ustawy, niebędący związany z przepisami prawa pozytywnego.
W 1934 roku był nominowany do Pokojowej Nagrody Nobla.

## Publikacje
- Der Geist der englischen Politik und das Gespenst der Einkreisung Deutschlands (1929; The Spirit of British Policy and the Myth of the Encirclement of Germany)
- Dictatorships (1935)
- Studies in the Glossators of the Roman Law (1938; z Williamem W. Bucklandem)
- The Definition of Law (napisane 1938, opublikowane 1958)